# Ermida de Nossa Senhora da Salvação (Ribeira Grande)
A Ermida de Nossa Senhora da Salvação localiza-se no concelho da Ribeira Grande, na ilha de São Miguel, nos Açores.
A data de construção deste templo remonta ao século XVII.